# Josef Königsberg
Josef Königsberg (geboren 1924 in Katowice; gestorben am 1. August 2023 in Essen) war ein deutscher Journalist jüdischen Glaubens. Er überlebte die Shoa mit Hilfe des Judenretters Helmut Kleinicke und traf im Jahr 2016 dessen Tochter Jutta Scheffzek.

## Leben
Königsberg wurde im Zweiten Weltkrieg als Jude verfolgt und verlor seine Eltern und Geschwister. Er selbst überlebte mehrere Jahre Haft in deutschen Konzentrationslagern. Im Nachkriegspolen arbeitete er als Journalist beim Breslauer Rundfunk. Später gelang es ihm, mit Unterstützung von ZDF und Spiegel, seinen deutschen Retter Helmut Kleinicke wiederzufinden, der ihn vor dem Konzentrationslager Auschwitz gerettet hatte. Bis zu seinem Tod lebte Königsberg mit seiner Frau in Essen. Er hatte eine Tochter aus erster Ehe und einen Sohn.
Im Alter von 82 Jahren begann Königsberg, Bücher zu verfassen. In den meisten seiner Kurzgeschichten nimmt das Leben des jeweiligen Ich-Erzählers unerwartete Wendungen.

## Werke
- Die Zwillinge – Kain und Abel. Eine deutsche Familie 1050 bis 1946. Verlag Rita G. Fischer, Frankfurt 2006. 52 Seiten. ISBN 3-8301-0991-1.
- Schicksal oder Zufall: Geschichten über Schicksale und Zufälle. 2. Auflage, Portalis-Verlag, Essen 2007, ISBN 978-3-9811567-5-1.
- Ich will nicht gehängt werden. Portalis-Verlag, 2007, ISBN 978-3-9811567-1-3
- Der Uhrendieb von Dschidda-Rijad. Portalis-Verlag, 2007, ISBN 978-3-9811567-0-6
- Spannende Stories über Schicksale, Abenteuer, Spionage, Verrat. Portalis-Verlag, 2007, ISBN 978-3-9811567-4-4
- 10 abenteuerliche Geschichten über Sprichwörter. Novum-Verlag, 2007, ISBN 978-3-85022270-9
- Ich habe erlebt und überlebt! (Autobiografie) Portalis-Verlag, 2007, ISBN 978-3-9811567-6-8
- Verpfuschtes Leben – Recherchen hinter Gittern. Portalis-Verlag, 2010, ISBN 978-3-9811567-2-0
- Sie kämpften gegen den Strom. Projekte-Verlag, Halle 2011, ISBN 978-3-86237-512-7
- Das Fünfzehn-Millionen-Dollar-Los. Projekte-Verlag, Halle 2011, ISBN 978-3-86237-637-7
- Erinnerungen ohne Hass. Projekte-Verlag, Halle 2011, ISBN 978-3-86237-708-4
- 1939–1945: Erinnerung in Bildern. Projekte-Verlag, Halle 2011, ISBN 978-3-86237-855-5

## Dokumentation
- Der Krieg und ich – Zeitzeuge. Josef Königsberg hat sein Leben Helfern im KZ zu verdanken Dokumentation über Josef Königsberg, Interview geführt vom SWR-Kindernetz. 12 Min. SWR, 2019[2]